# Silverborstad parotia
Silverborstad parotia (Parotia lawesii) är en fågel i familjen paradisfåglar inom ordningen tättingar.

## Utseende och läte
Silverborstad parotia är en rätt stor och kortstjärtad fågel. Hanen är huvudsakligen svart med en vit strimma från pannan ner över näbben, bronsfjällat bröst och sex antennliknande fjädrer som sticker ut från huvudets baksida. Ögonen är blå. Honan är varmbrun ovan med tvärbandad undersida och svart huvud. Arten delar utbredningsområde med vitkronad parotia, men hanen skiljer sig från denna genom att sakna vita flanker och honan genom det svarta huvudet. Lätet består av olika raspiga och papegojlika skrin.

## Utbredning och systematik
Silverborstad parotia förekommer enbart i Papua Nya Guinea, på västra och södra höglandet. Den behandlas vanligen som monotypisk, det vill säga att den inte delas in i några underarter. Tidigare inkluderades östlig parotia (P. helenae) som en underart, men denna urskiljs allt oftare som egen art. Vissa, som IUCN och Birdlife International, behåller dock fortfarande helenae som en del av Parotia lawesii. 

## Levnadssätt
Silverborstad parotia hittas i bergsskogar på medelhög höjd. Hanen utför ett utstuderat spel på en spelplats på marken. 

## Status och hot
Arten har ett stort utbredningsområde, men tros minska i antal, dock inte tillräckligt kraftigt för att den ska betraktas som hotad. Internationella naturvårdsunionen IUCN listar arten som livskraftig (LC).

## Namn
Fågelns vetenskapliga artnamn hedrar William George Lawes (1839-1907), brittisk missionär på Nya Guinea.